# Eugenio Scalfari

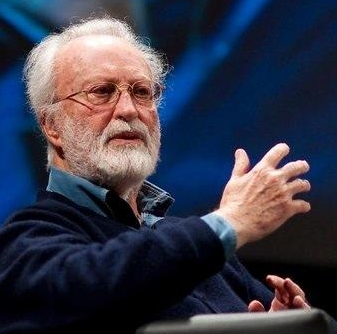
Eugenio Scalfari, 2011

Eugenio Scalfari (* 6. April 1924 in Civitavecchia; † 14. Juli 2022 in Rom) war ein italienischer Schriftsteller, Journalist und Politiker.

## Leben
Seine Jugend verbrachte Scalfari in Sanremo, wo sein Vater, ein dekorierter Kriegsveteran, der Gabriele D’Annunzio nach Fiume gefolgt war, das örtliche Casino leitete. Auf dem Gymnasium teilte er die Schulbank mit Italo Calvino, mit dem er sich anfreundete. Seine Freundschaft mit Calvino sollte trotz unterschiedlicher politischer Ansichten in seinen Jugendjahren bis zum Tode des Schriftstellers anhalten.
1941 ging er nach Rom, um Jura zu studieren. Er trat der faschistischen Studentenverbindung GUF (Gruppo Universitari Fascisti) bei und wurde Mitglied der faschistischen Partei. Für die Zeitung Roma fascista der faschistischen Studentenverbindung verfasste er seine ersten Artikel. 1942 wurde Scalfari zum Chefredakteur der Zeitung ernannt. Nachdem er einen Artikel veröffentlichte, in dem er die Korruption einiger Parteibosse beim Bau des EUR in Rom kritisch beleuchtete, wurde er aus der Zeitung entfernt und aus der Partei rausgeschmissen. Seine faschistische Vergangenheit verschwieg er später nie. Nach seinem Rausschmiss gründete er mit Calvino die liberale Studentenbewegung Movimento universitario liberale.
In der Nachkriegszeit fand der fertig studierte Jurist Scalfari 1947 eine Anstellung bei der Banca Nazionale del Lavoro. Ab 1949 arbeitete er außerdem als Journalist für Ernesto Rossi bei der Zeitung Il Mondo in Mailand. Zugleich verfasste er bei der Wochenzeitschrift L’Europeo eine Wirtschaftsspalte. Nachdem er die illegale Machenschaften der Federconsorzi, des wichtigsten Kunden der Banca Nazionale del Lavoro  in einem Artikel bei Il Mondo aufdeckte, wurde er von der Bank nach Alghero auf Sardinien strafversetzt, was einer Kündigung gleichkam.
1955 gründete er mit Arrigo Benedetti das Magazin L’Espresso und bekleidete von 1963 bis 1968 die Position des Chefredakteurs. 1976 gründete er die Tageszeitung La Repubblica, deren Chefredakteur er die nächsten 20 Jahre bis 1996 blieb. Seit 1996 war er für diese Zeitung Kolumnist.
Von 1968 bis 1972 war er Abgeordneter der Sozialistischen Partei Italiens im italienischen Parlament.
Am 1. Oktober 2013 veröffentlichte er für La Repubblica die Zusammenfassung eines ausführlichen Gesprächs, das Scalfari, ein überzeugter Atheist, mit Papst Franziskus eine Woche zuvor geführt hatte. Scalfari hatte den Papst mehrfach getroffen; dieser kondolierte persönlich zum Tod von Scalfari.
Eugenio Scalfari starb Mitte Juli 2022 im Alter von 98 Jahren.

## Schriften (Auswahl)
- mit Ernesto Rossi, Leopoldo Piccardi: Petrolio in gabbia. Laterza, Bari 1955.
- mit Leone Cattani, Angelo Conigliaro: I padroni della città. Laterza, Bari 1957.
- mit Josiah Eccles, Ernesto Rossi, Leopoldo Piccardi: Le baronie elettriche. Laterza, Bari 1960.
- Rapporto sul neocapitalismo in Italia. Laterza, Bari 1961.
- Il potere economico in URSS. Laterza, Bari 1962.
- Storia segreta dell’industria elettrica. Laterza, Bari 1963.
- L’autunno della Repubblica. La mappa del potere in Italia. Etas Kompass, Milano 1969.
- mit Francesco Rosi: Il caso Mattei. Un corsaro al servizio della repubblica. Cappelli, Bologna 1972.
- mit Giuseppe Turani: Razza padrona. Storia della borghesia di Stato. Feltrinelli, Mailand 1974.
- Interviste ai potenti. Mondadori, Mailand 1979.
- mit Enzo Biagi: Come andremo a incominciare? Rizzoli, Mailand 1981.
- La sera andavamo in Via Veneto. Storia di un gruppo dal Mondo alla Repubblica. Mondadori, Mailand 1986.
- Incontro con Io. Rizzoli, Mailand 1994.
- Alla ricerca della morale perduta. Rizzoli, Mailand 1995.
- Il labirinto. Rizzoli, Mailand 1998.
- Attualità dell'Illuminismo. Laterza, Rom, Bari 2001.
- La ruga sulla fronte. Rizzoli, Mailand 2001.
- Articoli. La Repubblica, Rom 2004.
- Dibattito sul laicismo. La biblioteca di Repubblica, Rom 2005.
- L’uomo che non credeva in Dio. Einaudi, Turin 2008.
- Per l’alto mare aperto. Einaudi, Turin 2010.

## Auszeichnungen
- Officier de la Légion d’Honneur
- Großkreuz des Verdienstordens der Italienischen Republik (Cavaliere di Gran Croce)